# Barasingahert
Het barasingahert (Rucervus duvaucelii) is een zoogdier uit de familie van de hertachtigen (Cervidae). De wetenschappelijke naam van de soort werd voor het eerst geldig gepubliceerd door G. Cuvier in 1823.

## Kenmerken
De vacht van dit hert is rossig bruin. De schofthoogte varieert van 120 tot 125 cm. Het gewei kan 10 tot 14 vertakkingen bevatten.

## Verspreiding en leefgebied
Deze soort komt voor in Noord- en Oost-India, zuidelijk Nepal en Assam.

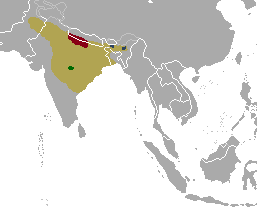
Verspreidingsgebied van het barasingahert